# Бульгарелли, Эмилио
Эмилио Бульгарелли (итал. Emilio Bulgarelli; 15 февраля 1917, Реджо-ди-Калабрия, Калабрия — 2 февраля 1993, Неаполь) — итальянский ватерполист, защитник. Олимпийский чемпион 1948 года, чемпион Европы 1947 года.

## Биография
Эмилио Бульгарелли родился 14 февраля 1917 года в итальянском городе Реджо-ди-Калабрия.
Большую часть ватерпольной карьеры провёл в РН из Неаполя, за который начал выступать ещё до Второй мировой войны. В его составе пять раз выигрывал чемпионат Италии в 1939, 1941—1942 и 1949—1950 годах. Кроме того, выступал за «Каноттьери Олона» из Милана, в составе которого также стал чемпионом страны в 1947 году.
В 1938 году участвовал в чемпионате Европы в Лондоне, где сборная Италии заняла 5-е место.
В 1947 году завоевал золотую медаль чемпионата Европы в Монте-Карло.
В 1948 году вошёл в состав сборной Италии по водному поло на летних Олимпийских играх в Лондоне и завоевал золотую медаль. Играл на позиции защитника, провёл 8 матчей, мячей не забрасывал.
Был награждён золотой медалью Национального олимпийского комитета Италии.
Умер 2 февраля 1993 года в Неаполе.

## Семья
Невестка — Марселла Жандо (1928—2018), итальянская легкоатлетка. Участница летних Олимпийских игр 1948 года.